# Список національних парків Чорногорії
Система національних парків Чорногорії складається з 5 парків, які охоплюють приблизно 10 відсотків території країни. 

## Національні парки
|  | № | Українська назва | Оригінальна назва                | Площа, км² | Рік одержання статусу |
|  | - | ---------------- | -------------------------------- | ---------- | --------------------- |
|  | 1 | Біоградська гора | Национални парк Биоградска гора  | 56.50      | 1952                  |
|  | 2 | Дурмітор         | Национални парк Дурмитор         | 390        | 1952                  |
|  | 3 | Ловчен           | Национални парк Ловћен           | 56.5       | 1952                  |
|  | 4 | Скадарське озеро | Национални парк Скадарско језеро | 400        | 1983                  |
|  | 5 | Проклетіє        | Национални парк Проклетије       | 166.30     | 2009                  |